# Дюплесси, Мишель Кретьен Туссен
Мишель Кретьен Туссен Дюплесси (фр. Michel-Chrétien-Toussaint Duplessis; 1689, Париж — 1767) — французский историк.
Монах-бенедиктинец из конгрегации Святого Мавра.
В 1728 г. издал «Историю Куси и его владетелей» (фр. Histoire de la ville et des seigneurs de Coucy), в 1731 г. — «Историю собора в Мо» (фр. L'Histoire de l'Église de Meaux). Опубликовал «Географическое и историческое описание Верхней Нормандии» (фр. lanaphique et historique de la Haute Normandie; 1740), содержащее, в частности, ряд ценных наблюдений по местной топонимике. Напечатал «Историю Иакова II, короля Великобритании» (фр. Histoire de Jacques II Roi de la Grande Bretagne; 1740). В 1753 г. напечатал труд «Новые анналы Парижа, вплоть до царствования Гуго Капета» (фр. Nouvelles annales de Paris, jusqu'au règne de Hugues Capet), в приложении к которому была, в частности, републикована поэма Аббона Горбатого «Об осаде города Парижа».